# هری ال. فریزر
هری ال. فریزر (انگلیسی: Harry Fraser؛ ۳۱ مارس ۱۸۸۹ – ۸ آوریل ۱۹۷۴) کارگردان فیلم، فیلم‌نامه‌نویس، بازیگر، تهیه‌کننده فیلم و طراح تولید اهل ایالات متحده آمریکا بود.
از فیلم‌هایی که وی در آن‌ها نقش داشته‌است، می‌توان به مزرعه رنگین‌کمان و مسیر الماس اشاره نمود.